# Gerda Boëthius

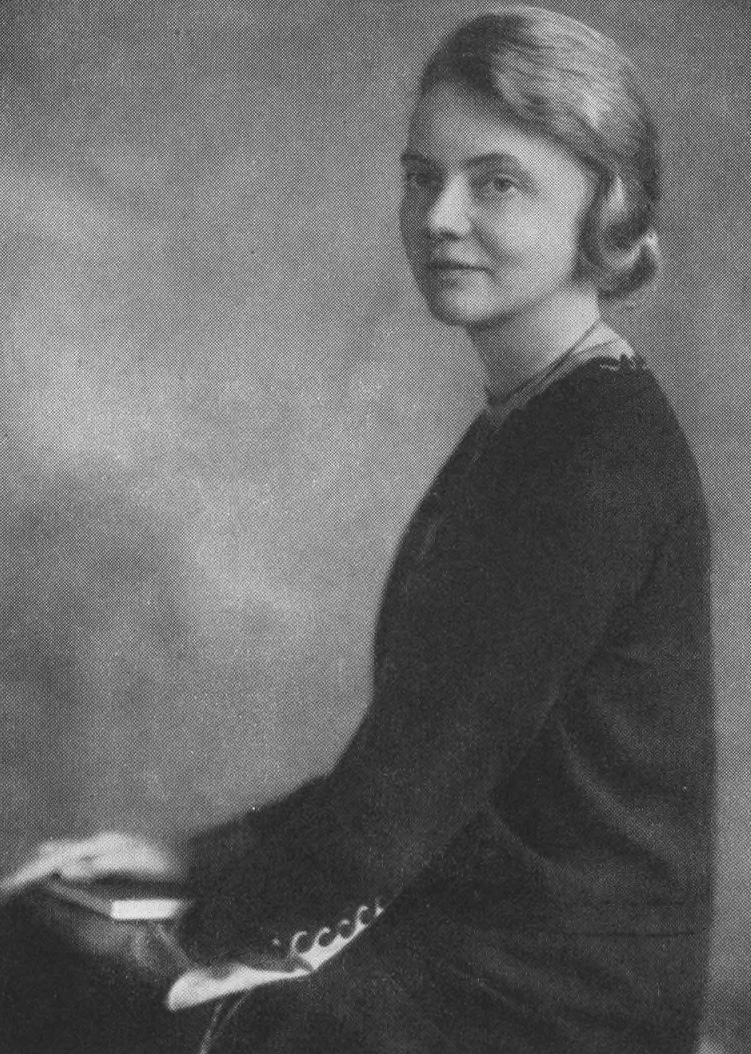
Gerda Boëthius (1938)

Gerda Axelina Johanna Boëthius (geboren am 10. August 1890 in Uppsala; gestorben am 19. August 1961 in Mora) war eine schwedische Kunsthistorikerin.

## Leben
Gerda Boëthius kam 1890 als Tochter des Politikwissenschaftlers Simon Boëthius und seiner Frau Essie, geborene Sahlin, in Uppsala zur Welt. Ihre drei Brüder waren der Jurist Gösta Boëthius, der Nationalarchivar Bertil Boëthius und der Archäologe Axel Boëthius. In ihrem Elternhaus lernte sie als Kind Gäste wie den Schriftsteller Erik Axel Karlfeldt und den Maler Anders Zorn und seine Frau Emma kennen. Sie besuchte zunächst das Gymnasium Högre allmänna läroverk in Gävle. 1910 wechselte sie zum Studium der Kunstgeschichte an die Universität Uppsala. Sie beendete das Studium dort 1912 mit den Bachelor. Danach ging sie an die Universität Stockholm und schloss das Studium 1916 mit dem Lizenziat ab. 1921 promovierte sie mit einer Dissertation zum Thema Kirchenbau in Nordschweden (De tegleornerade kyrkorna i norra Svealand). Zwischen 1909 und 1923 unternahm sie mehrere Studienreisen ins europäische Ausland.
Ein Schwerpunkt ihrer Arbeit war zu Beginn vor allem die schwedische Kirchenarchitektur, zu der sie zahlreiche Schriften veröffentlichte. Sie kuratierte 1914 zusammen mit Henrik Cornell eine Ausstellung zum Mittelalter in Härnösand. Im selben Jahr holte sie Anders Zorn als Beraterin nach Mora, wo sie mit ihren Kenntnissen im Holzbau bei der Errichtung des Freilichtmuseums Zorns Gammelgård mitwirkte. Seit 1918 arbeitete sie als wissenschaftliche Mitarbeiterin an der Universität Uppsala. Im Folgejahr zog sie nach Mora, um die umfangreichen Sammlungen zur Volkskunst von Emma und Anders Zorn zu sortieren. 1921 – Anders Zorn war im Vorjahr gestorben – wurde sie Kuratorin der Zornsamlingarna. Sie ordnete mit der Künstlerwitwe den künstlerischen Nachlass von Anders Zorn. Dabei bereiteten sie die Gründung des Zornmuseet vor, das 1939 in Mora eröffnet wurde. Boëthius war bis 1959 die erste Direktorin des Museums. Sie schrieb zudem eine Biografie über Anders Zorn und ein Buch über dessen Freund Carl Larsson. Seit 1927 war sie Dozentin an der Universität Stockholm und wurde dort 1938 zur Professorin ernannt. Weiterhin war sie seit 1933 korrespondierendes Mitglied der Kungliga Vitterhets Historie och Antikvitets Akademien und seit 1939 Mitglied der Königlichen Gustav-Adolfs-Akademie für schwedische Volkskultur. Für ihre Verdienste erhielt sie 1950 die schwedische Verdienstmedaille Illis quorum. Sie starb 1961 in Mora.

## Veröffentlichungen (Auswahl)
- Dalarna (Dalekarlien): Natur, Volk und Kultur. Petterson, Stockholm 1930.
- Hallar, tempel och stavkyrkor. Fritze, Stockholm 1931.
- Tradition och modernism i 1400-talets nordiska måleri: en studie. Petterson Stockholm 1931.
- mit Axel Romdahl: Uppsala Domkyrka: 1258–1435. Almqvist & Wiksell, Uppsala 1935.
- Falu stads kyrkor. Generalstabens Litografiska Anstalts Förlag, Stockholm 1941.
- Carl Larsson, 1853–1919. Konst och kultur, Stockholm 1953.
- Anders Zorn: an international Swedish artist, his life and work. Nordisk Rotogravyr, Stockholm 1954.
- Zorn: Svensk och världsvandrare. Rabén & Sjögren, Stockholm 1959.